# Dźwiniacze
Dźwiniacze (biał. Звінячы; ros. Звинячи, Zwiniaczi) – wieś na Białorusi, w obwodzie mińskim, w rejonie mińskim, w sielsowiecie Horanie. Obok leży osiedle o tej samej nazwie.